# Cyrtodactylus
Cyrtodactylus is een groot geslacht van hagedissen dat behoort tot de gekko's (Gekkota) en de familie Gekkonidae.

## Naam en indeling
De wetenschappelijke naam van de groep werd voor het eerst voorgesteld door John Edward Gray in 1827. Een aantal soorten die tot het geslacht Cyrtodactylus behoren werden vroeger tot andere geslachten gerekend, zoals Gonydactylus, Gymnodactylus en het niet langer erkende Geckoella. Hierdoor is de literatuur niet altijd eenduidig over de wetenschappelijke naamgeving. De groep wordt vertegenwoordigd door meer dan 300 soorten (314 in september 2021) en is een van de grootste geslachten van gewervelde dieren. Het aantal soorten verandert regelmatig omdat regelmatig nieuwe soorten worden beschreven. Zestiren soorten werden in 2020 beschreven en in 2021 werden (tot half september) acht nieuwe soorten aan het geslacht toegekend.
De geslachtsnaam Cyrtodactylus betekent vrij vertaald 'gebogen tenen'.

## Verspreiding en habitat
De gekko's komen voor in delen van Azië en Australië. In Azië zijn de gekko's bekend uit de landen Bhutan, Cambodja, China, Filipijnen, India, Indonesië, Laos, Maleisië, Myanmar, Nepal, Pakistan, Papoea-Nieuw-Guinea, Salomonseilanden, Sri Lanka, Thailand en Vietnam. De habitat bestaat uit tropische en subtropische bossen, zowel in laaglanden als in bergstreken, droge tropische en subtropische bossen, rotsige omgevingen in bergstreken, draslanden en grotten. Ook in door de mens aangepaste streken zoals plantages kunnen de dieren worden aangetroffen.

## Beschermingsstatus
Door de internationale natuurbeschermingsorganisatie IUCN is aan 187 soorten een beschermingsstatus toegewezen. Van de gekko's worden 107 soorten beschouwd als 'veilig' (Least Concern of LC), 38 als 'onzeker' (Data Deficient of DD), negen als 'gevoelig' (Near Threatened of NT) en vijftien als 'kwetsbaar' (Vulnerable of VU). Elf soorten worden gezien als 'bedreigd' (Endangered of EN) en zeven soorten staan te boek als 'ernstig bedreigd' (Critically Endangered of CR).

## Soorten
Het geslacht omvat de volgende soorten, met de auteur en het verspreidingsgebied.
| Naam                                  | Auteur | Verspreidingsgebied                      |
| ------------------------------------- | --- | ---------------------------------------- |
| Cyrtodactylus aaroni                  | Günther & Rösler, 2003                                                                                      | Indonesië                                |
| Cyrtodactylus adleri                  | Das, 1997                                                                                                   | India                                    |
| Cyrtodactylus adorus                  | Shea, Couper, Wilmer & Amey, 2011                                                                           | Australië                                |
| Cyrtodactylus aequalis                | Bauer, 2003                                                                                                 | Myanmar                                  |
| Cyrtodactylus agamensis               | Bleeker, 1860                                                                                               | Indonesië                                |
| Cyrtodactylus agusanensis             | Taylor, 1915                                                                                                | Filipijnen                               |
| Cyrtodactylus albofasciatus           | Boulenger, 1885                                                                                             | India                                    |
| Cyrtodactylus amphipetraeus           | Chomdej, Suwannapoom, Pawangkhanant, Pradit, Nazarov, Grismer & Poyarkov, 2020                              | Thailand                                 |
| Cyrtodactylus angularis               | Smith, 1921                                                                                                 | Thailand                                 |
| Cyrtodactylus annandalei              | Bauer, 2003                                                                                                 | Myanmar                                  |
| Cyrtodactylus annulatus               | Taylor, 1915                                                                                                | Filipijnen                               |
| Cyrtodactylus arcanus                 | Oliver, Richards & Sistrom, 2012                                                                            | Papoea-Nieuw-Guinea                      |
| Cyrtodactylus arunachalensis          | Mirza, Bhosale, Ansari, Phansalkar, Swant, Gowande & Patel, 2021                                            | India                                    |
| Cyrtodactylus astrum                  | Grismer, Wood, Quah, Anuar, Muin, Sumontha, Ahmad, Bauer, Wangkulangkul, Grismer & Pauwels, 2012            | Maleisië, Thailand                       |
| Cyrtodactylus atremus                 | Kraus & Weijola, 2019                                                                                       | Papoea-Nieuw-Guinea                      |
| Cyrtodactylus aunglini                | L. Grismer, Wood, Thura, Win, M. Grismer, Trueblood & Quah, 2018                                            | Myanmar                                  |
| Cyrtodactylus auralensis              | Murdoch, Grismer, Wood, Neang, Poyarkov, Ngo, Nazarov, Aowphol, Pauwels, Nguyen & Grismer, 2019             | Cambodja                                 |
| Cyrtodactylus aurensis                | Grismer, 2005                                                                                               | Maleisië                                 |
| Cyrtodactylus auribalteatus           | Sumontha, Panitvong & Deein, 2010                                                                           | Thailand                                 |
| Cyrtodactylus australotitiwangsaensis | Grismer, Wood, Quah, Anuar, Muin, Sumontha, Ahmad, Bauer, Wangkulangkul, Grismer & Pauwels, 2012            | Maleisië                                 |
| Cyrtodactylus ayeyarwadyensis         | Bauer, 2003                                                                                                 | Myanmar, Bangladesh                      |
| Cyrtodactylus badenensis              | Sang, Orlov & Darevsky, 2007                                                                                | Vietnam                                  |
| Cyrtodactylus baluensis               | Mocquard, 1890                                                                                              | Maleisië                                 |
| Cyrtodactylus bansocensis             | Luu, Nguyen, Le, Bonkowski & Ziegler, 2016                                                                  | Laos                                     |
| Cyrtodactylus batik                   | Iskandar, Rachmansah & Umilaela, 2011                                                                       | Indonesië                                |
| Cyrtodactylus battalensis             | Khan, 1993                                                                                                  | Pakistan                                 |
| Cyrtodactylus batucolus               | Grismer, Chan, Grismer, Wood & Belabut, 2008                                                                | Maleisië                                 |
| Cyrtodactylus bayinnyiensis           | Grismer, Wood Jr., Thura, Quah, Murdoch, Grismer, Herr, Lin, & Kyaw, 2018                                   | Myanmar                                  |
| Cyrtodactylus bhupathyi               | Agarwal, Mahony, Giri, Chaitanya & Bauer, 2018                                                              | India                                    |
| Cyrtodactylus bichnganae              | Tri & Grismer, 2010                                                                                         | Vietnam                                  |
| Cyrtodactylus bidoupimontis           | Nazarov, Poyarkov, Orlov, Phung, Nguyen, Hoang & Ziegler, 2012                                              | Vietnam                                  |
| Cyrtodactylus bintangrendah           | Grismer, Wood, Quah, Anuar, Muin, Sumontha, Ahmad, Bauer, Wangkulangkul, Grismer & Pauwels, 2012            | Maleisië                                 |
| Cyrtodactylus bintangtinggi           | Grismer, Wood, Quah, Anuar, Muin, Sumontha, Ahmad, Bauer, Wangkulangkul, Grismer & Pauwels, 2012            | Maleisië, Thailand                       |
| Cyrtodactylus biordinis               | Brown & McCoy, 1980                                                                                         | Salomonseilanden                         |
| Cyrtodactylus bobrovi                 | Nguyen, Le, Van Pham, Ngo, Hoang, The Pham & Ziegler, 2015                                                  | Vietnam                                  |
| Cyrtodactylus bokorensis              | Murdoch, Grismer, Wood, Neang, Poyarkov, Ngo, Nazarov, Aowphol, Pauwels, Nguyen, & Grismer, 2019            | Cambodja                                 |
| Cyrtodactylus boreoclivus             | Oliver, Krey, Mumpuni & Richards, 2011                                                                      | Papoea-Nieuw-Guinea                      |
| Cyrtodactylus brevidactylus           | Bauer, 2002                                                                                                 | Myanmar                                  |
| Cyrtodactylus brevipalmatus           | Smith, 1923                                                                                                 | Thailand                                 |
| Cyrtodactylus buchardi                | David, Teynié & Ohler, 2004                                                                                 | Laos                                     |
| Cyrtodactylus bugiamapensis           | Nazarov, Poyarkov, Orlov, Phung, Nguyen, Hoang & Ziegler, 2012                                              | Vietnam                                  |
| Cyrtodactylus calamei                 | Luu, Bonkowski, Nguyen, Le, Schneider, Ngo & Ziegler, 2016                                                  | Laos                                     |
| Cyrtodactylus camortensis             | Chandramouli, 2020                                                                                          | India                                    |
| Cyrtodactylus caovansungi             | Orlov, Quang Truong, Nazarov, Ananjeva & Ngoc Sang, 2007                                                    | Vietnam                                  |
| Cyrtodactylus capreoloides            | Rösler, Richards & Günther, 2007                                                                            | Papoea-Nieuw-Guinea                      |
| Cyrtodactylus cardamomensis           | Murdoch, Grismer, Wood, Neang, Poyarkov, Ngo, Nazarov, Aowphol, Pauwels, Nguyen, & Grismer, 2019            | Cambodja                                 |
| Cyrtodactylus cattienensis            | Geissler, Nazarov, Orlov, Böhme, Phung, Nguyen & Ziegler, 2009                                              | Vietnam                                  |
| Cyrtodactylus cavernicolus            | Inger & King, 1961                                                                                          | Maleisië                                 |
| Cyrtodactylus cayuensis               | Li, 2007 | China                                    |
| Cyrtodactylus celatus                 | Kathriner, Bauer, O'Shea, Sanchez & Kaiser, 2014                                                            | Indonesië                                |
| Cyrtodactylus chamba                  | Agarwal, Khandekar & Bauer, 2018                                                                            | India                                    |
| Cyrtodactylus chanhomeae              | Bauer, Sumontha & Pauwels, 2003                                                                             | Thailand                                 |
| Cyrtodactylus chaunghanakwaensis      | Grismer, Wood Jr., Thura, Quah, Murdoch, Grismer, Herr, Lin, & Kyaw, 2018                                   | Myanmar                                  |
| Cyrtodactylus chauquangensis          | Quang, Orlov, Ananjeva, Johns, Thao & Vinh, 2007                                                            | Vietnam                                  |
| Cyrtodactylus chrysopylos             | Bauer, 2003                                                                                                 | Myanmar                                  |
| Cyrtodactylus chungi                  | Ostrowski, Le, Ngo, Pham, Phung, Nguyen & Ziegler, 2021                                                     | Vietnam                                  |
| Cyrtodactylus collegalensis           | Beddome, 1870                                                                                               | India                                    |
| Cyrtodactylus condorensis             | Smith, 1921                                                                                                 | Vietnam                                  |
| Cyrtodactylus consobrinoides          | Annandale, 1905                                                                                             | Myanmar                                  |
| Cyrtodactylus consobrinus             | Peters, 1871                                                                                                | Maleisië, Indonesië, Singapore           |
| Cyrtodactylus cracens                 | Batuwita & Bahir, 2005                                                                                      | Sri Lanka                                |
| Cyrtodactylus crustulus               | Oliver, Hartman, Turner, Wilde, Austin, & Richards, 2020                                                    | Papoea-Nieuw-Guinea                      |
| Cyrtodactylus cryptus                 | Heidrich, Rösler, Thanh, Böhme & Ziegler, 2007                                                              | Vietnam, Laos                            |
| Cyrtodactylus cucdongensis            | Schneider, Phung, Le, Nguyen & Ziegler, 2014                                                                | Vietnam                                  |
| Cyrtodactylus cucphuongensis          | Ngo & Onn, 2011                                                                                             | Vietnam                                  |
| Cyrtodactylus culaochamensis          | Tri, Grismer, Thai & Wood, 2020                                                                             | Vietnam                                  |
| Cyrtodactylus dammathetensis          | Grismer, Wood Jr., Thura, Zin, Quah, Murdoch, Grismer, Lin, Kyaw, & Lwin, 2017                              | Myanmar                                  |
| Cyrtodactylus darevskii               | Nazarov, Poyarkov, Orlov, Nguyen, Milto, \|Martynov, Konstantinov & \|Chulisov, 2014                        | Laos                                     |
| Cyrtodactylus darmandvillei           | Weber, 1890                                                                                                 | Indonesië                                |
| Cyrtodactylus dati                    | Ngo, 2013                                                                                                   | Vietnam, mogelijk in Cambodja            |
| Cyrtodactylus dattanensis             | Khan, 1980                                                                                                  | Pakistan                                 |
| Cyrtodactylus dattkyaikensis          | Grismer, Wood, Quah, Grismer, Thura, Oaks, & Lin, 2020                                                      | Myanmar                                  |
| Cyrtodactylus dayangbuntingensis      | Quah, Grismer, Wood Jr., & Sah, 2019                                                                        | Maleisië                                 |
| Cyrtodactylus deccanensis             | Günther, 1864                                                                                               | India                                    |
| Cyrtodactylus derongo                 | Brown & Parker, 1973                                                                                        | Papoea-Nieuw-Guinea                      |
| Cyrtodactylus deveti                  | Brongersma, 1948                                                                                            | Indonesië                                |
| Cyrtodactylus doisuthep               | Kunya, Panmongkol, Pauwels, Sumontha, Meewasana, Bunkhwamdi & Dangsri, 2014                                 | Thailand                                 |
| Cyrtodactylus dumnuii                 | Bauer, Kunya, Sumontha, Niyomwan, Pauwels, Chanhome & Kunya, 2010                                           | Thailand                                 |
| Cyrtodactylus durio                   | Grismer, Anuar, Quah, Muin, Onn, Grismer & Ahmad, 2010                                                      | Maleisië                                 |
| Cyrtodactylus edwardtaylori           | Batuwita & Bahir, 2005                                                                                      | Sri Lanka                                |
| Cyrtodactylus eisenmanae              | Ngo, 2008                                                                                                   | Vietnam                                  |
| Cyrtodactylus elok                    | Dring, 1979                                                                                                 | Maleisië, Thailand                       |
| Cyrtodactylus epiroticus              | Kraus, 2008                                                                                                 | Papoea-Nieuw-Guinea                      |
| Cyrtodactylus equestris               | Oliver, Richards, Mumpuni, & Rosler, 2016                                                                   | Papoea-Nieuw-Guinea                      |
| Cyrtodactylus erythrops               | Bauer, Kunya, Sumontha, Niyomwan, Panitvong, Pauwels, Chanhome & Kunya, 2009                                | Thailand                                 |
| Cyrtodactylus evanquahi               | Wood, Grismer, Muin, Anuar & Oaks, 2020                                                                     | Maleisië                                 |
| Cyrtodactylus fasciolatus             | Blyth, 1861                                                                                                 | India                                    |
| Cyrtodactylus feae                    | Boulenger, 1893                                                                                             | Myanmar                                  |
| Cyrtodactylus fraenatus               | Günther, 1864                                                                                               | Sri Lanka                                |
| Cyrtodactylus fumosus                 | Müller, 1895                                                                                                | Indonesië                                |
| Cyrtodactylus gansi                   | Bauer, 2003                                                                                                 | Myanmar                                  |
| Cyrtodactylus gialaiensis             | Luu, Dung, Nguyen, Le, & Ziegler, 2017                                                                      | Vietnam                                  |
| Cyrtodactylus gordongekkoi            | Das, 1994                                                                                                   | Indonesië                                |
| Cyrtodactylus grismeri                | Ngo, 2008                                                                                                   | Vietnam                                  |
| Cyrtodactylus guakanthanensis         | Grismer, Belabut, Quah, Onn, Wood & Hasim, 2014                                                             | Maleisië                                 |
| Cyrtodactylus gubaot                  | Welton, Siler, Linkem, Diesmos & Brown, 2010                                                                | Filipijnen                               |
| Cyrtodactylus gubernatoris            | Annandale, 1913                                                                                             | India                                    |
| Cyrtodactylus gunungsenyumensis       | Grismer, Wood, Anuar, Davis, Cobos, & Murdoch, 2016                                                         | Maleisië                                 |
| Cyrtodactylus guwahatiensis           | Agarwal, Mahony, Giri, Chaitanya, & Bauer, 2018                                                             | India                                    |
| Cyrtodactylus halmahericus            | Mertens, 1929                                                                                               | Indonesië                                |
| Cyrtodactylus hantu                   | Davis, Das, Leaché, Karin, Brennan, Jackman, Nashriq, Chan & Bauer, 2021                                    | Maleisië                                 |
| Cyrtodactylus hidupselamanya          | Grismer, Wood, Anaur, Grismer, Quah, Murdoch, Muin, Davis, Aguilar, Klabacka, Cobos, Aowphol, & Sites, 2016 | Maleisië                                 |
| Cyrtodactylus hikidai                 | Riyanto, 2012                                                                                               | Indonesië                                |
| Cyrtodactylus himalayanus             | Duda & Sahi, 1978                                                                                           | India, Nepal                             |
| Cyrtodactylus himalayicus             | Annandale, 1906                                                                                             | India                                    |
| Cyrtodactylus hinnamnoensis           | Luu, Bonkowski, Nguyen, Le, Schneider, Ngo, & Ziegler, 2016                                                 | Laos                                     |
| Cyrtodactylus hitchi                  | Riyanto, Kurniati & Engilis, 2016                                                                           | Indonesië                                |
| Cyrtodactylus hontreensis             | Ngo, Grismer & Grismer, 2008                                                                                | Vietnam                                  |
| Cyrtodactylus hoskini                 | Shea, Couper, Wilmer & Amey, 2011                                                                           | Australië                                |
| Cyrtodactylus houaphanensis           | Schneider, Luu, Sitthivong, Teynié, Le, Nguyen & Ziegler, 2020                                              | Laos                                     |
| Cyrtodactylus huongsonensis           | Luu, Nguyen, Do & Ziegler, 2011                                                                             | Vietnam                                  |
| Cyrtodactylus huynhi                  | Ngo & Bauer, 2008                                                                                           | Vietnam                                  |
| Cyrtodactylus ingeri                  | Hikida, 1990                                                                                                | Maleisië                                 |
| Cyrtodactylus interdigitalis          | Ulber, 1993                                                                                                 | Thailand, Laos                           |
| Cyrtodactylus intermedius             | Smith, 1917                                                                                                 | Thailand, Cambodja, Vietnam              |
| Cyrtodactylus inthanon                | Kunya, Sumontha, Panitvong, Dongkumfu, Sirisamphan & Pauwels, 2015                                          | Thailand                                 |
| Cyrtodactylus irianjayaensis          | Rösler, 2001                                                                                                | Indonesië                                |
| Cyrtodactylus irregularis             | Smith, 1921                                                                                                 | Vietnam                                  |
| Cyrtodactylus jaegeri                 | Luu, Calame, Bonkowski, Nguyen & Ziegler, 2014                                                              | Laos                                     |
| Cyrtodactylus jaintiaensis            | Agarwal, Mahony, Giri, Chaitanya, & Bauer, 2018                                                             | India                                    |
| Cyrtodactylus jambangan               | Welton, Siler, Diesmos & Brown, 2010                                                                        | Filipijnen                               |
| Cyrtodactylus jarakensis              | Grismer, Chan, Grismer, Wood & Belabut, 2008                                                                | Maleisië                                 |
| Cyrtodactylus jarujini                | Ulber, 1993                                                                                                 | Thailand, Laos                           |
| Cyrtodactylus jatnai                  | Amarasinghe, Riyanto, Mumpuni & Grismer, 2020                                                               | Indonesië                                |
| Cyrtodactylus jelawangensis           | Grismer, Wood, Anuar, Quah, Muin, Mohamed, Onn, Sumarli, Loredo & Heinz, 2014                               | Maleisië                                 |
| Cyrtodactylus jellesmae               | Boulenger, 1897                                                                                             | Indonesië                                |
| Cyrtodactylus jeyporensis             | Beddome, 1878                                                                                               | India                                    |
| Cyrtodactylus kazirangaensis          | Agarwal, Mahony, Giri, Chaitanya, & Bauer, 2018                                                             | India                                    |
| Cyrtodactylus khammouanensis          | Nazarov, Poyarkov, Orlov, Nguyen, Milto, Martynov, Konstantinov & Chulisov, 2014                            | Laos                                     |
| Cyrtodactylus khasiensis              | Jerdon, 1870                                                                                                | India, Bhutan                            |
| Cyrtodactylus khelangensis            | Pauwels, Sumontha, Panitvong & Varaguttanonda, 2014                                                         | Thailand                                 |
| Cyrtodactylus kimberleyensis          | Bauer & Doughty, 2012                                                                                       | Australië                                |
| Cyrtodactylus kingsadai               | Ziegler, Phung, Le & Nguyen, 2013                                                                           | Vietnam                                  |
| Cyrtodactylus klugei                  | Kraus, 2008                                                                                                 | Papoea-Nieuw-Guinea                      |
| Cyrtodactylus kohrongensis            | Grismer, Onn, Oaks, Neang, Sokun, Murdoch, Stuart & Grismer, 2020                                           | Cambodja                                 |
| Cyrtodactylus kulenensis              | Grismer, Geissler, Neang, Hartmann, Wagner & Poyarkov, 2021                                                 | Cambodja                                 |
| Cyrtodactylus kunyai                  | Pauwels, Sumontha, Keeratikiat & Phanamphon, 2014                                                           | Thailand                                 |
| Cyrtodactylus laangensis              | Murdoch, Grismer, Wood, Neang, Poyarkov, Ngo, Nazarov, Aowphol, Pauwels, Nguyen, & Grismer, 2019            | Cambodja                                 |
| Cyrtodactylus laevigatus              | Darevsky, 1964                                                                                              | Indonesië                                |
| Cyrtodactylus langkawiensis           | Grismer, Wood, Quah, Anuar, Muin, Sumontha, Ahmad, Bauer, Wangkulangkul, Grismer & Pauwels, 2012            | Maleisië                                 |
| Cyrtodactylus lateralis               | Werner, 1896                                                                                                | Maleisië, Indonesië                      |
| Cyrtodactylus lawderanus              | Stoliczka, 1871                                                                                             | India                                    |
| Cyrtodactylus leegrismeri             | Chan & Norhayati, 2010                                                                                      | Maleisië, Thailand                       |
| Cyrtodactylus lekaguli                | Grismer, Wood, Quah, Anuar, Muin, Sumontha, Ahmad, Bauer, Wangkulangkul, Grismer & Pauwels, 2012            | Thailand                                 |
| Cyrtodactylus lenggongensis           | Grismer, Wood, Anuar, Grismer, Quah, Murdoch, Muin, Davis, Auilar, Klabacka, Cobos, Aowphol & Sites, 2016   | Maleisië                                 |
| Cyrtodactylus lenya                   | Mulcahy, Thura, & Zug, 2017                                                                                 | Myanmar                                  |
| Cyrtodactylus limajalur               | Davis, Bauer, Jackman, Nashriq, & Das, 2019                                                                 | Maleisië                                 |
| Cyrtodactylus linnoensis              | Grismer, Wood Jr., Thura, Zin, Quah, Murdoch, Grismer, Lin, Kyaw, & Lwin, 2017                              | Myanmar                                  |
| Cyrtodactylus linnwayensis            | Grismer, Wood Jr., Thura, Zin, Quah, Murdoch, Grismer, Lin, Kyaw, & Lwin, 2017                              | Myanmar                                  |
| Cyrtodactylus lomyenensis             | Ngo & Pauwels, 2010                                                                                         | Laos                                     |
| Cyrtodactylus loriae                  | Boulenger, 1897                                                                                             | Papoea-Nieuw-Guinea                      |
| Cyrtodactylus louisiadensis           | De Vis, 1892                                                                                                | Papoea-Nieuw-Guinea                      |
| Cyrtodactylus macrotuberculatus       | Grismer & Ahmad, 2008                                                                                       | Maleisië                                 |
| Cyrtodactylus maelanoi                | Grismer, Rujirawan, Termprayoon, Ampai, Yodthong, Wood, Oaks & Aowphol, 2020                                | Thailand                                 |
| Cyrtodactylus majulah                 | Grismer, Wood & Lim, 2012                                                                                   | Singapore, Indonesië                     |
| Cyrtodactylus malayanus               | De Rooij, 1915                                                                                              | Indonesië, Maleisië                      |
| Cyrtodactylus mamanwa                 | Welton, Siler, Linkem, Diesmos & Brown, 2010                                                                | Filipijnen                               |
| Cyrtodactylus mandalayensis           | Mahony, 2009                                                                                                | Myanmar                                  |
| Cyrtodactylus manos                   | Oliver, Karkkainen, Rosler, & Richards, 2019                                                                | Papoea-Nieuw-Guinea                      |
| Cyrtodactylus markuscombaii           | Darevsky, Helfenberger, Orlov & Shah, 1998                                                                  | Nepal                                    |
| Cyrtodactylus marmoratus              | Gray, 1831                                                                                                  | Maleisië, Indonesië, Papoea-Nieuw-Guinea |
| Cyrtodactylus martini                 | Ngo, 2011                                                                                                   | Vietnam                                  |
| Cyrtodactylus martinstolli            | Darevsky, Helfenberger, Orlov & Shah, 1998                                                                  | Nepal                                    |
| Cyrtodactylus matsuii                 | Hikida, 1990                                                                                                | Maleisië                                 |
| Cyrtodactylus mcdonaldi               | Shea, Couper, Wilmer & Amey, 2011                                                                           | Australië                                |
| Cyrtodactylus medioclivus             | Oliver, Richards & Sistrom, 2012                                                                            | Papoea-Nieuw-Guinea                      |
| Cyrtodactylus meersi                  | L. Grismer, Wood, Quah, Murdoch, M. Grismer, Herr, Espinoza, R.M. Brown & Lin, 2018                         | Myanmar                                  |
| Cyrtodactylus metropolis              | Grismer, Wood, Onn, Anuar & Muin, 2014                                                                      | Maleisië                                 |
| Cyrtodactylus mimikanus               | Boulenger, 1914                                                                                             | Indonesië, Papoea-Nieuw-Guinea           |
| Cyrtodactylus minor                   | Oliver & Richards, 2012                                                                                     | Papoea-Nieuw-Guinea                      |
| Cyrtodactylus miriensis               | Davis, Das, Leaché, Karin, Brennan, Jackman, Nashriq, Chan & Bauer, 2021                                    | Maleisië                                 |
| Cyrtodactylus mombergi                | Grismer, Wood, Quah, Thura, Herr & Lin, 2019                                                                | Myanmar                                  |
| Cyrtodactylus montanus                | Agarwal, Mahony, Giri, Chaitanya, & Bauer, 2018                                                             | India                                    |
| Cyrtodactylus muangfuangensis         | Sitthivong, Luu, Ha, Nguyen, Le, & Ziegler, 2019                                                            | Laos                                     |
| Cyrtodactylus multiporus              | Nazarov, Poyarkov, Orlov, Nguyen, Milto, Martynov, Konstantinov & Chulisov, 2014                            | Laos                                     |
| Cyrtodactylus muluensis               | Davis, Bauer, Jackman, Nashriq, & Das, 2019                                                                 | Maleisië                                 |
| Cyrtodactylus murua                   | Kraus & Allison, 2006                                                                                       | Papoea-Nieuw-Guinea                      |
| Cyrtodactylus myaleiktaung            | Grismer, Wood, Thura, Win, Grismer, Trueblood, & Quah, 2018                                                 | India                                    |
| Cyrtodactylus myintkyawthurai         | L. Grismer, Wood, Quah, Murdoch, M. Grismer, Herr, Espinoza, R.M. Brown & Lin, 2018                         | Myanmar                                  |
| Cyrtodactylus nagalandensis           | Agarwal, Mahony, Giri, Chaitanya, & Bauer, 2018                                                             | Myanmar                                  |
| Cyrtodactylus naungkayaingensis       | Grismer, Wood Jr., Thura, Quah, Murdoch, Grismer, Herr, Lin, & Kyaw, 2018                                   | Myanmar                                  |
| Cyrtodactylus nebulosus               | Beddome, 1870                                                                                               | India                                    |
| Cyrtodactylus nepalensis              | Schleich & Kästle, 1998                                                                                     | Nepal                                    |
| Cyrtodactylus ngati                   | Le, Sitthivong, Tran, Grismer, Nguyen, Le,ziegler & Luu, 2021                                               | Vietnam                                  |
| Cyrtodactylus ngoiensis               | Schneider, Luu, Sitthivong, Teynié, Le, Nguyen & Ziegler, 2020                                              | Laos                                     |
| Cyrtodactylus nicobaricus             | Chandramouli, 2020                                                                                          | India                                    |
| Cyrtodactylus nigriocularis           | Nguyen, Orlov & Darevsky, 2007                                                                              | Vietnam                                  |
| Cyrtodactylus novaeguineae            | Schlegel, 1837                                                                                              | Papoea-Nieuw-Guinea                      |
| Cyrtodactylus nuaulu                  | Oliver, Edgar, Mumpuni, Iskandar & Lilley, 2009                                                             | Indonesië                                |
| Cyrtodactylus nyinyikyawi             | L. Grismer, Wood, Thura, Win & Quah, 2019                                                                   | Myanmar                                  |
| Cyrtodactylus oldhami                 | Theobald, 1876                                                                                              | Myanmar, Thailand                        |
| Cyrtodactylus otai                    | Nguyen, Le, Van Pham, Ngo, Hoang, The Pham & Ziegler, 2015                                                  | Vietnam                                  |
| Cyrtodactylus pageli                  | Schneider, Nguyen, Schmitz, Kingsada, Auer & Ziegler, 2011                                                  | Laos                                     |
| Cyrtodactylus pantiensis              | Grismer, Chan, Grismer, Wood & Belabut, 2008                                                                | Maleisië                                 |
| Cyrtodactylus papilionoides           | Ulber & Grossmann, 1991                                                                                     | Thailand                                 |
| Cyrtodactylus papuensis               | Brongersma, 1934                                                                                            | Papoea-Nieuw-Guinea, Indonesië           |
| Cyrtodactylus paradoxus               | Darevsky & Szczerbak, 1997                                                                                  | Vietnam                                  |
| Cyrtodactylus payacola                | Johnson, Quah, Anuar, Muin, Wood, Grismer, Greer, Onn, Ahmad, Bauer & Grismer, 2012                         | Maleisië                                 |
| Cyrtodactylus payarhtanensis          | Mulcahy, Thura, & Zug, 2017                                                                                 | Myanmar                                  |
| Cyrtodactylus peguensis               | Boulenger, 1893                                                                                             | Thailand, Maleisië, Myanmar              |
| Cyrtodactylus petani                  | Riyanto, Grismer & Wood, 2015                                                                               | Indonesië                                |
| Cyrtodactylus pharbaungensis          | Grismer, Wood Jr., Thura, Zin, Quah, Murdoch, Grismer, Lin, Kyaw, & Lwin, 2017                              | Myanmar                                  |
| Cyrtodactylus phetchaburiensis        | Pauwels, Sumontha & Bauer, 2016                                                                             | Thailand                                 |
| Cyrtodactylus philippinicus           | Steindachner, 1867                                                                                          | Filipijnen, Indonesië, Maleisië          |
| Cyrtodactylus phnomchiensis           | Neang, Henson & Stuart, 2020                                                                                | Cambodja                                 |
| Cyrtodactylus phongnhakebangensis     | Ziegler, Rösler, Herrmann & Thanh, 2003                                                                     | Vietnam                                  |
| Cyrtodactylus phuketensis             | Sumontha, Pauwels, Kunya, Nitikul, Samphanthamit & Grismer, 2012                                            | Thailand                                 |
| Cyrtodactylus phumyensis              | Ostrowski, Do, Le, Ngo, Pham, Nguyen, Nguyen & Ziegler, 2020                                                | Vietnam                                  |
| Cyrtodactylus phuocbinhensis          | Nguyen, Le, Tran, Orlov, Lathrop, MacCulloch, Le, Jin, Nguyen, Nguyen, Hoang, Che, Murphy & Zhang, 2013     | Vietnam                                  |
| Cyrtodactylus phuquocensis            | Ngo, Grismer & Grismer, 2010                                                                                | Vietnam                                  |
| Cyrtodactylus pinlaungensis           | Grismer, Wood, Quah, Thura, Oaks, & Lin, 2019                                                               | Myanmar                                  |
| Cyrtodactylus pronarus                | Shea, Couper, Wilmer & Amey, 2011                                                                           | Australië                                |
| Cyrtodactylus psarops                 | Harvey, O'Connell, Barraza, Riyanto, Kurniawan & Smith, 2015                                                | Indonesië                                |
| Cyrtodactylus pseudoquadrivirgatus    | Rösler, Nguyen, Vu, Ngo & Ziegler, 2008                                                                     | Vietnam                                  |
| Cyrtodactylus pubisulcus              | Inger, 1958                                                                                                 | Maleisië                                 |
| Cyrtodactylus puhuensis               | Nguyen, Yang, Thi Le, Nguyen, Orlov, Hoang, Nguyen, Jin, Rao, Hoang, Che, Murphy & Zhang, 2014              | Vietnam                                  |
| Cyrtodactylus pulchellus              | Gray, 1827                                                                                                  | Maleisië, Thailand                       |
| Cyrtodactylus pyadalinensis           | Grismer, Wood, Thura, Win, & Quah, 2019                                                                     | Myanmar                                  |
| Cyrtodactylus pyinyaungensis          | Grismer, Wood Jr., Thura, Zin, Quah, Murdoch, Grismer, Lin, Kyaw & Lwin, 2017                               | Myanmar                                  |
| Cyrtodactylus quadrivirgatus          | Taylor, 1962                                                                                                | Thailand, Maleisië, Singapore, Indonesië |
| Cyrtodactylus raglai                  | Nguyen, Duong, Grismer & Poyarkov, 2021                                                                     | Vietnam                                  |
| Cyrtodactylus ramboda                 | Batuwita & Bahir, 2005                                                                                      | Sri Lanka                                |
| Cyrtodactylus ranongensis             | Sumontha, Pauwels, Panitvong, Kunya & Grismer, 2015                                                         | Thailand                                 |
| Cyrtodactylus redimiculus             | King, 1962                                                                                                  | Filipijnen                               |
| Cyrtodactylus rex                     | Oliver, Richards, Mumpuni, & Rosler, 2016                                                                   | Papoea-Nieuw-Guinea                      |
| Cyrtodactylus rishivalleyensis        | Agarwal, 2016                                                                                               | India                                    |
| Cyrtodactylus robustus                | Kraus, 2008                                                                                                 | Papoea-Nieuw-Guinea                      |
| Cyrtodactylus roesleri                | Ziegler, Nazarov, Orlov, Nguyen, Vu, Dang, Dinh & Schmitz, 2010                                             | Vietnam, Laos                            |
| Cyrtodactylus rosichonarieforum       | Riyanto, Grismer & Wood, 2015                                                                               | Indonesië                                |
| Cyrtodactylus rubidus                 | Blyth, 1861                                                                                                 | India, Myanmar                           |
| Cyrtodactylus rufford                 | Luu, Calame, Nguyen, Le, Bonkowski, & Ziegler, 2016                                                         | Laos                                     |
| Cyrtodactylus russelli                | Bauer, 2003                                                                                                 | Myanmar                                  |
| Cyrtodactylus sadanensis              | Grismer, Wood Jr., Thura, Zin, Quah, Murdoch, Grismer, Lin, Kyaw, & Lwin, 2017                              | Myanmar                                  |
| Cyrtodactylus sadansinensis           | Grismer, Wood Jr., Thura, Zin, Quah, Murdoch, Grismer, Lin, Kyaw, & Lwin, 2017                              | Myanmar                                  |
| Cyrtodactylus sadleiri                | Wells & Wellington, 1985                                                                                    | Australië                                |
| Cyrtodactylus saiyok                  | Panitvong, Sumontha, Tunprasert & Pauwels, 2014                                                             | Thailand                                 |
| Cyrtodactylus salomonensis            | Rösler, Richards & Günther, 2007                                                                            | Salomonseilanden                         |
| Cyrtodactylus samroiyot               | Pauwels & Sumontha, 2014                                                                                    | Thailand                                 |
| Cyrtodactylus sangi                   | Pauwels, Nazarov, Bobrov & Poyarkov, 2018                                                                   | Vietnam                                  |
| Cyrtodactylus sanook                  | Pauwels, Sumontha, Latinne & Grismer, 2013                                                                  | Thailand                                 |
| Cyrtodactylus sanpelensis             | Grismer, Wood Jr., Thura, Zin, Quah, Murdoch, Grismer, Lin, Kyaw, & Lwin, 2017                              | Myanmar                                  |
| Cyrtodactylus semenanjungensis        | Grismer & Leong, 2005                                                                                       | Maleisië                                 |
| Cyrtodactylus semiadii                | Riyanto, Bauer & Yudha, 2014                                                                                | Indonesië                                |
| Cyrtodactylus semicinctus             | Harvey, O'Connell, Barraza, Riyanto, Kurniawan & Smith, 2015                                                | Indonesië                                |
| Cyrtodactylus septentrionalis         | Agarwal, Mahony, Giri, Chaitanya, & Bauer, 2018                                                             | India                                    |
| Cyrtodactylus septimontium            | Murdoch, Grismer, Wood, Neang, Poyarkov, Ngo, Nazarov, Aowphol, Pauwels, Nguyen, & Grismer, 2019            | Vietnam                                  |
| Cyrtodactylus seribuatensis           | Youmans & Grismer, 2006                                                                                     | Maleisië                                 |
| Cyrtodactylus sermowaiensis           | De Rooij, 1915                                                                                              | Papoea-Nieuw-Guinea                      |
| Cyrtodactylus serratus                | Kraus, 2007                                                                                                 | Papoea-Nieuw-Guinea                      |
| Cyrtodactylus sharkari                | Grismer, Wood, Anuar, Quah, Muin, Mohamed, Onn, Sumarli, Loredo & Heinz, 2014                               | Maleisië                                 |
| Cyrtodactylus shwetaungorum           | L. Grismer, Wood, Thura, Zin, Quah, Murdoch, M. Grismer, Lin, Kyaw & Lwin, 2018                             | Myanmar                                  |
| Cyrtodactylus sinyineensis            | Grismer, Wood Jr., Thura, Zin, Quah, Murdoch, Grismer, Lin, Kyaw, & Lwin, 2017                              | Myanmar                                  |
| Cyrtodactylus slowinskii              | Bauer, 2002                                                                                                 | Myanmar                                  |
| Cyrtodactylus soba                    | Batuwita & Bahir, 2005                                                                                      | Sri Lanka                                |
| Cyrtodactylus sommerladi              | Luu, Bonkowski, T.Q. Nguyen, M.D. Le, N. Schneider, H.T. Ngo & Ziegler, 2016                                | Laos                                     |
| Cyrtodactylus soni                    | D.T. Le, T.Q. Nguyen, M.D. Le & Ziegler, 2016                                                               | Vietnam                                  |
| Cyrtodactylus sonlaensis              | Nguyen, Pham, Ziegler, Ngo, & Le, 2017                                                                      | Vietnam                                  |
| Cyrtodactylus soudthichaki            | Luu, Calame, Nguyen, Bonkowski & Ziegler, 2015                                                              | Laos                                     |
| Cyrtodactylus speciosus               | Beddome, 1870                                                                                               | India                                    |
| Cyrtodactylus spelaeus                | Nazarov, Poyarkov, Orlov, Nguyen, Milto, Martynov, Konstantinov & Chulisov, 2014                            | Laos                                     |
| Cyrtodactylus spinosus                | Linkem, Mcguire, Hayden, Setiadi, Bickford & Brown, 2008                                                    | Indonesië                                |
| Cyrtodactylus srilekhae               | Agarwal, 2016                                                                                               | India                                    |
| Cyrtodactylus stresemanni             | Rösler & Glaw, 2008                                                                                         | Maleisië                                 |
| Cyrtodactylus subsolanus              | Batuwita & Bahir, 2005                                                                                      | Sri Lanka                                |
| Cyrtodactylus sumonthai               | Bauer, Pauwels & Chanhome, 2002                                                                             | Thailand                                 |
| Cyrtodactylus sumuroi                 | Welton, Siler, Linkem, Diesmos & Brown, 2010                                                                | Filipijnen                               |
| Cyrtodactylus surin                   | Chan-Ard & Makchai, 2011                                                                                    | Thailand                                 |
| Cyrtodactylus sworderi                | Smith, 1925]                                                                                                | Maleisië                                 |
| Cyrtodactylus tahuna                  | Riyanto, Arida, & Koch, 2018                                                                                | Indonesië                                |
| Cyrtodactylus takouensis              | Ngo & Bauer, 2008                                                                                           | Vietnam                                  |
| Cyrtodactylus tamaiensis              | Smith, 1940                                                                                                 | Myanmar                                  |
| Cyrtodactylus tambora                 | Riyanto, Mulyadi, McGuire, Kusrini, Febylasmia, Basyir, & Kaiser, 2017                                      | Indonesië                                |
| Cyrtodactylus tanahjampea             | Riyanto, Hamidy, & McGuire, 2018                                                                            | Indonesië                                |
| Cyrtodactylus tanim                   | Nielsen & Oliver, 2017                                                                                      | Papoea-Nieuw-Guinea                      |
| Cyrtodactylus taungwineensis          | Grismer, Wood, Quah, Grismer, Thura, Oaks, & Lin, 2020                                                      | Myanmar                                  |
| Cyrtodactylus tautbatorum             | Welton, Siler, Diesmos & Brown, 2009                                                                        | Filipijnen                               |
| Cyrtodactylus taybacensis             | Pham, Le, Ngo, Ziegler, & Nguyen, 2019                                                                      | Vietnam                                  |
| Cyrtodactylus taynguyenensis          | Nguyen, Le, Tran, Orlov, Lathrop, MacCulloch, Le, Jin, Nguyen, Nguyen, Hoang, Che, Murphy & Zhang, 2013     | Vietnam                                  |
| Cyrtodactylus tebuensis               | Grismer, Anuar, Muin, Quah & Wood, 2013                                                                     | Maleisië                                 |
| Cyrtodactylus teyniei                 | David, Nguyen, Schneider & Ziegler, 2011                                                                    | Laos                                     |
| Cyrtodactylus thathomensis            | Nazarov, Pauwels, Konstantinov, Chulisov, Orlov, & Poyarkov, 2018                                           | Laos                                     |
| Cyrtodactylus thirakhupti             | Pauwels, Bauer, Sumontha & Chanhome, 2004                                                                   | Thailand                                 |
| Cyrtodactylus thochuensis             | Ngo & Grismer, 2012                                                                                         | Vietnam                                  |
| Cyrtodactylus thuongae                | Phung, van Schingen, Ziegler & Nguyen, 2014                                                                 | Vietnam                                  |
| Cyrtodactylus thylacodactylus         | Murdoch, Grismer, Wood, Neang, Poyarkov, Ngo, Nazarov, Aowphol, Pauwels, Nguyen, & Grismer, 2019            | Cambodja                                 |
| Cyrtodactylus tibetanus               | Boulenger, 1905                                                                                             | China                                    |
| Cyrtodactylus tigroides               | Bauer, Sumontha & Pauwels, 2003                                                                             | Thailand                                 |
| Cyrtodactylus timur                   | Grismer, Wood, Anuar, Quah, Muin, Mohamed, Onn, Sumarli, Loredo & Heinz, 2014                               | Maleisië                                 |
| Cyrtodactylus tiomanensis             | Das & Lim, 2000                                                                                             | Maleisië                                 |
| Cyrtodactylus triedrus                | Günther, 1864                                                                                               | Sri Lanka                                |
| Cyrtodactylus trilatofasciatus        | Grismer, Wood, Quah, Anuar, Muin, Sumontha, Ahmad, Bauer, Wangkulangkul, Grismer & Pauwels, 2012            | Maleisië                                 |
| Cyrtodactylus tripartitus             | Kraus, 2008                                                                                                 | Papoea-Nieuw-Guinea                      |
| Cyrtodactylus tripuraensis            | Agarwal, Mahony, Giri, Chaitanya, & Bauer, 2018                                                             | India, Bangladesh                        |
| Cyrtodactylus tuberculatus            | Lucas & Frost, 1900                                                                                         | Australië                                |
| Cyrtodactylus urbanus                 | Purkayastha, Das, Bohra, Bauer, & Agarwal, 2020                                                             | India                                    |
| Cyrtodactylus varadgirii              | Agarwal, Mirza, Pal, Maddock, Mishra & Bauer, 2016                                                          | India                                    |
| Cyrtodactylus variegatus              | Blyth, 1859                                                                                                 | Myanmar, Thailand                        |
| Cyrtodactylus vilaphongi              | Schneider, Nguyen, Duc Le, Nophaseud, Bonkowski & Ziegler, 2014                                             | Laos                                     |
| Cyrtodactylus wakeorum                | Bauer, 2003                                                                                                 | Myanmar                                  |
| Cyrtodactylus wallacei                | Hayden, Brown, Gillespie, Setiadi, Linkem, Iskandar, Umilaela, Bickford, Riyanto, Mumpuni & Mcguire, 2008   | Indonesië                                |
| Cyrtodactylus wangkulangkulae         | Sumontha, Pauwels, Suwannakarn, Nutatheera & Sodob, 2014                                                    | Thailand                                 |
| Cyrtodactylus wayakonei               | Nguyen, Kingsada, Rösler, Auer & Ziegler, 2010                                                              | Laos, China                              |
| Cyrtodactylus welpyanensis            | Grismer, Wood Jr., Thura, Zin, Quah, Murdoch, Grismer, Lin, Kyaw, & Lwin, 2017                              | Myanmar                                  |
| Cyrtodactylus wetariensis             | Dunn, 1927                                                                                                  | Indonesië                                |
| Cyrtodactylus yakhuna                 | Deraniyagala, 1945                                                                                          | Sri Lanka                                |
| Cyrtodactylus yangbayensis            | Tri & Onn, 2010                                                                                             | Vietnam                                  |
| Cyrtodactylus yathepyanensis          | Grismer, Wood Jr., Thura, Zin, Quah, Murdoch, Grismer, Lin, Kyaw, & Lwin, 2017                              | Myanmar                                  |
| Cyrtodactylus yoshii                  | Hikida, 1990                                                                                                | Maleisië                                 |
| Cyrtodactylus ywanganensis            | Grismer, Wood, Thura, Quah, Murdoch, M. Grismer, Herr, Espinoza, & Lin, 2018                                | Myanmar                                  |
| Cyrtodactylus zebraicus               | Taylor, 1962                                                                                                | Thailand                                 |
| Cyrtodactylus zhaoermii               | Shi & Zhao, 2010                                                                                            | China                                    |
| Cyrtodactylus zhenkangensis           | Liu & Rao, 2021                                                                                             | China                                    |
| Cyrtodactylus ziegleri                | Nazarov, Orlov, Nguyen & Ho, 2008                                                                           | Vietnam                                  |
| Cyrtodactylus zugi                    | Oliver, Tjaturadi, Mumpuni, Krey & Richards, 2008                                                           | Indonesië                                |